# ام‌وی کلاید
ام‌وی کلاید (به انگلیسی: MV Clyde) یک کشتی است که طول آن 69.1/75 feet می‌باشد. این کشتی در سال ۱۹۶۰ ساخته شد.